# سانتیاگو سانتاماریا

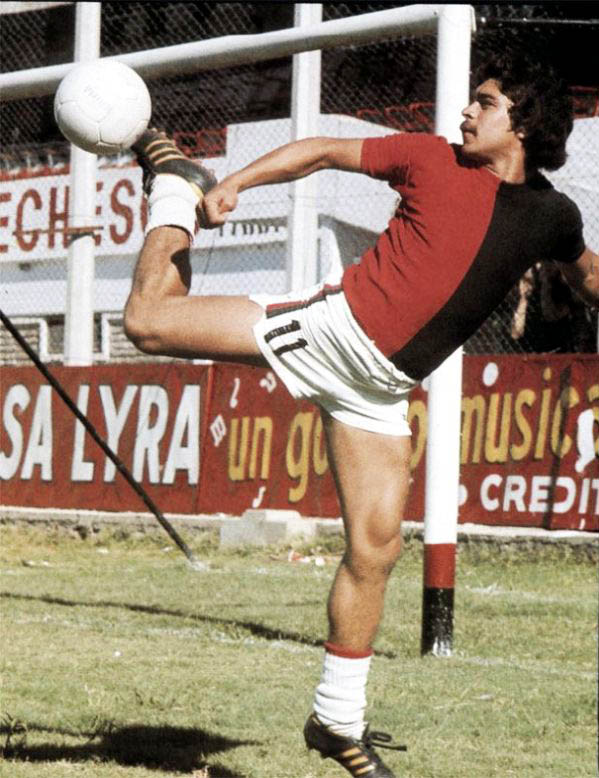
سانتیاگو

سانتیاگو سانتاماریا (اسپانیایی: Santiago Santamaría‎؛ ۲۲ اوت ۱۹۵۲ – ۲۷ ژوئیهٔ ۲۰۱۳) بازیکن فوتبال اهل آرژانتین بود.

## باشگاهی
از باشگاه‌هایی که در آن بازی کرده‌است می‌توان به نیولز اولد بویز و استاد رنس اشاره کرد.

## تیم ملی
وی همچنین در تیم ملی فوتبال آرژانتین بازی کرده است.